# Des manchots et des hommes
Des manchots et des hommes est un documentaire français coréalisé par Luc Jacquet et Jérôme Maison, sorti en 2004.
Ce film suit le périple des créateurs du film La Marche de l'empereur, dont il est le making-of. Il a été récompensé dans plusieurs festivals, dont trois prix lors du Festival Jules Verne en 2005

## Fiche technique
- Titre original : Des manchots et des hommes
- Titre anglais : Of Penguins and Men
- Réalisation : Luc Jacquet et Jérôme Maison
- Scénario : Luc Jacquet et Jérôme Maison
narration écrite par Sylvain Tesson
- Photographie : Laurent Chalet et Jérôme Maison
- Musique : Christophe Henrotte
- Montage : Yen Le Van
- Effets spéciaux : Patrick Cavroix
- Conseiller scientifique : Christophe Barbraud[2]
- Production : Yves Darondeau, Christophe Lioud, Emmanuel Priou
- Sociétés de production : Bonne Pioche, avec la participation de Canal+ et en collaboration avec l'Institut polaire français - Paul Émile Victor
- Pays d'origine :  France
- Format : couleur - 1,78:1
- Durée : 52 minutes
- Dates de sortie[3] :
  -  France : 2004 (première mondiale), 9 avril 2005[4] (Festival Jules Verne)
  -  Canada : 4 novembre 2005 (Banff Mountain Film Festival)

## Distinctions
Récompenses obtenues par le film dans les festivals auxquels il a participé à travers le monde :
- Wildlife Film Festival de Toyama 2005 : One Planet Award
- Festival Grandeur Nature de Val-d'Isère 2005 : Grand prix du public
- Festival Jules Verne 2005 : Meilleur film, Prix Jules-Verne du Public et Prix Jules-Verne de la Jeunesse
- Festival de l’oiseau d'Abbeville 2005 : Grand Prix
- Festival international du film maritime et d'exploration de Toulon 2005 : Ancre d’Argent et Prix des collégiens
- Festival du film de montagne de Torelló 2005 : Edelweiss d'Argent
- Banff Mountain Film Festival 2005 : Prix Adventura Homme et Environnement